# هيرمان موهس
هيرمان موهس (بالألمانية: Hermann Muhs)‏ (16 مايو 1894 ، بارليسن - 13 أبريل 1962، غوتنغن ) كان وزيرا للخارجية ووزير شؤون الكنيسة ( الوزير فور كيرشنفراغن ) في ألمانيا النازية.

## الحياة
بعد الحرب العالمية الأولى، درس القانون في غوتنغن وتخرج في عام 1922. افتتح مكتب محاماة وأصبح عضوًا في الحزب النازي في عام 1929. من عام 1930، كان عضوًا في برلمان ولاية بروسيا، وبعد عام 1933 أصبح رئيسًا لمقاطعة هيلدسهايم.
في عام 1935، أصبح وزير الخارجية في Reichsministerium für Kirchenfragen.
ضد أوامر هاينريش هيملر، الذي أراد وضع حدود بين شوتزشتافل والكنيسة، شارك في جنازة المطران كارل جوزيف شولت في زي SS عام 1941. تم طرده، ومع ذلك، بعد وفاة هانز كيرل، خلف كيريل كوزير لشؤون الكنيسة حتى عام 1945.